# Ђе рекосмо пођосмо
Ђе рекосмо пођосмо је југословенска телевизијска драма из 1994. године. Режирао ју је Слободан Шћепановић.